# Paul Nebel
Paul Nebel (Bad Nauheim, 10 ottobre 2002) è un calciatore tedesco, attaccante del Magonza.

## Caratteristiche tecniche
È un esterno destro.

## Carriera

### Club
Cresciuto nel settore giovanile dell'Magonza, ha esordito in prima squadra l'11 settembre 2020 disputando l'incontro di DFB-Pokal vinto 5-1 contro l'Havelse. nove giorni più tardi ha debuttato anche in Bundesliga, nel corso della sconfitta per 3-1 contro il RB Lipsia.

### Nazionale
Ha giocato nelle nazionali giovanili tedesche Under-15, Under-16, Under-17 ed Under-19.

## Statistiche
Statistiche aggiornate al 17 ottobre 2020.

### Presenze e reti nei club
| Stagione        | Squadra         | Campionato      | Campionato | Campionato | Coppe nazionali | Coppe nazionali | Coppe nazionali | Coppe continentali | Coppe continentali | Coppe continentali | Altre coppe | Altre coppe | Altre coppe | Totale | Totale | Totale |
| Stagione        | Squadra         | Comp            | Pres       | Reti       | Comp            | Pres            | Reti            | Comp               | Pres               | Reti               | Comp        | Pres        | Reti        | Pres   | Reti   |        |
| --------------- | --------------- | --------------- | ---------- | ---------- | --------------- | --------------- | --------------- | ------------------ | ------------------ | ------------------ | ----------- | ----------- | ----------- | ------ | ------ | ------ |
| 2020-2021       | Magonza         | BL              | 4          | 0          | CG              | 0               | 0               |                    | -                  | -                  |             | -           | -           | 4      | 0      |        |
| Totale carriera | Totale carriera | Totale carriera | 0          | 0          |                 | 0               | 0               |                    | -                  | -                  |             | -           | -           | 4      | 0      |        |